# 向惠玲
向惠玲（1969年—），广西田东人，壮族，中华人民共和国政治人物、第十二届全国人民代表大会广西地区代表。
毕业于广西师范大学音乐学专业。加入中国国民党革命委员会。担任广西桂林市工人文化宫副主任。2008年起担任全国人大代表。2013年，担任全国人大代表。